# Fabiola (telenovela)
Fabiola es una telenovela venezolana producida por Venevisión bajo la producción de Valentina Párraga. Comenzó sus emisiones el 1 de febrero o de 1989, finalizando el 22 de julio de 1989 tras 164 episodios emitidos.
Es una versión de la telenovela también venezolana Emilia, la cual está basada en la radionovela "Tu mundo y el mío", historia original de la escritora cubana Delia Fiallo, cuya adaptación corrió a cargo de Ana Mercedes Escámez y Milagros del Valle.
Fue protagonizada por Alba Roversi y Guillermo Dávila, quien también grabó el tema de la telenovela.

## Trama
Fabiola y su familia sufren la desgracia de pasar de una vida con mucho dinero a la de una de pobreza total, luego de la muerte de su padre. Haciendo traducciones y dando clases en casa, Fabiola logra apoyar a su abuela María Manuela, a su hermana María de los Ángeles "Marian" y a su hermano Alberto. Así es como, un día, termina en la casa de Carlos Alberto Román, para darle clases a su hermanita pequeña. Pero, al mismo tiempo, se gana la amistad y aceptación de toda la familia: padre, madre, hija menos y especialmente, Carlos Alberto, quien se enamora de ella desde un comienzo. Pero como un típico “playboy”, intenta aprovecharse de ella, descubriendo que no es de ese tipo de chicas; así que decide olvidarlo todo por un tiempo sólo para darse cuenta de que está realmente enamorado de ella. Vuelve a Fabiola para proponerle matrimonio, el cual encontrará diversos problemas con un punto común, el pasado rico de su familia, pero una dramática reconciliación les devolverá la fe y felicidad que merecen.

## Elenco
- Alba Roversi - Fabiola
- Guillermo Dávila - Carlos Alberto
- Ruddy Rodríguez - Ninoska
- Anabel Gracia - Marian
- Elena Farías - Cristina
- Loly Sánchez - Verónica
- Felix Loreto
- Marcos Campos
- Estelita del Llano
- Virginia Vera
- Roberto Colmenares
- Miguel de León - Alejandro Fuentes
- Chela D'Gar -  María Manuela
- Rodolfo Drago - Félix Rafael (padre de Carlos Alberto)
- María Elena Heredia - Adrianita
- Regino Jiménez
- Luis Gerardo Núñez - Henry
- Simón Pestana
- Francisco Ferrari
- Víctor Rentoya
- Yadira Santana - Silvia Torres
- Alba Valvé
- José Vieira
- Mirna Morejón
- Lucy Orta
- Eduardo Serrada
- Enrique Barbosa
- Daniel Escámez
- Daibelis Pérez
- Laura Termini - Laurita
- Leopoldo Regnault

## Versiones
- Rosario, telenovela venezolana producida por Venevisión en 1968 protagonizada por Marina Baura y José Bardina.

- Emilia, telenovela venezolana producida por Tabaré Pérez para Venevisión en 1979 protagonizada por Elluz Peraza y Eduardo Serrano.

- Tu mundo y el mío, telenovela argentina producida por Crustel S.A. en 1987 y protagonizada por Nohely Arteaga y Daniel Guerrero.

- Paloma, telenovela colombiana donde la productora Jorge Barón Televisión realizó una nueva versión para el Canal Uno entre 1994 y 1995 protagonizada por  Nelly Moreno y  Edmundo Troya.

- María Emilia, querida, telenovela peruana producida por José Enrique Crousillat para América Televisión en 1999 y protagonizada por Coraima Torres y Juan Soler.

- Datos: Q5427883